# Kavšakov Vrh
Il monte Kavšakov Vrh con 1.0639 m s.l.m. è una cima della catena montuosa delle Caravanche Orientali. È situato nel comune di Črna na Koroškem in Slovenia, nella regione della Carinzia in Slovenia.